# 732 هـ
732 هـ هي سنة في التقويم الهجري امتدت مقابلةً في التقويم الميلادي بين سنتي 1331 و1332.

## مواليد
- ابن خلدون

## وفيات
- أبو الفداء
- إبراهيم الجعبري
- سراج الدين الدجيلي